# Tagesthemen

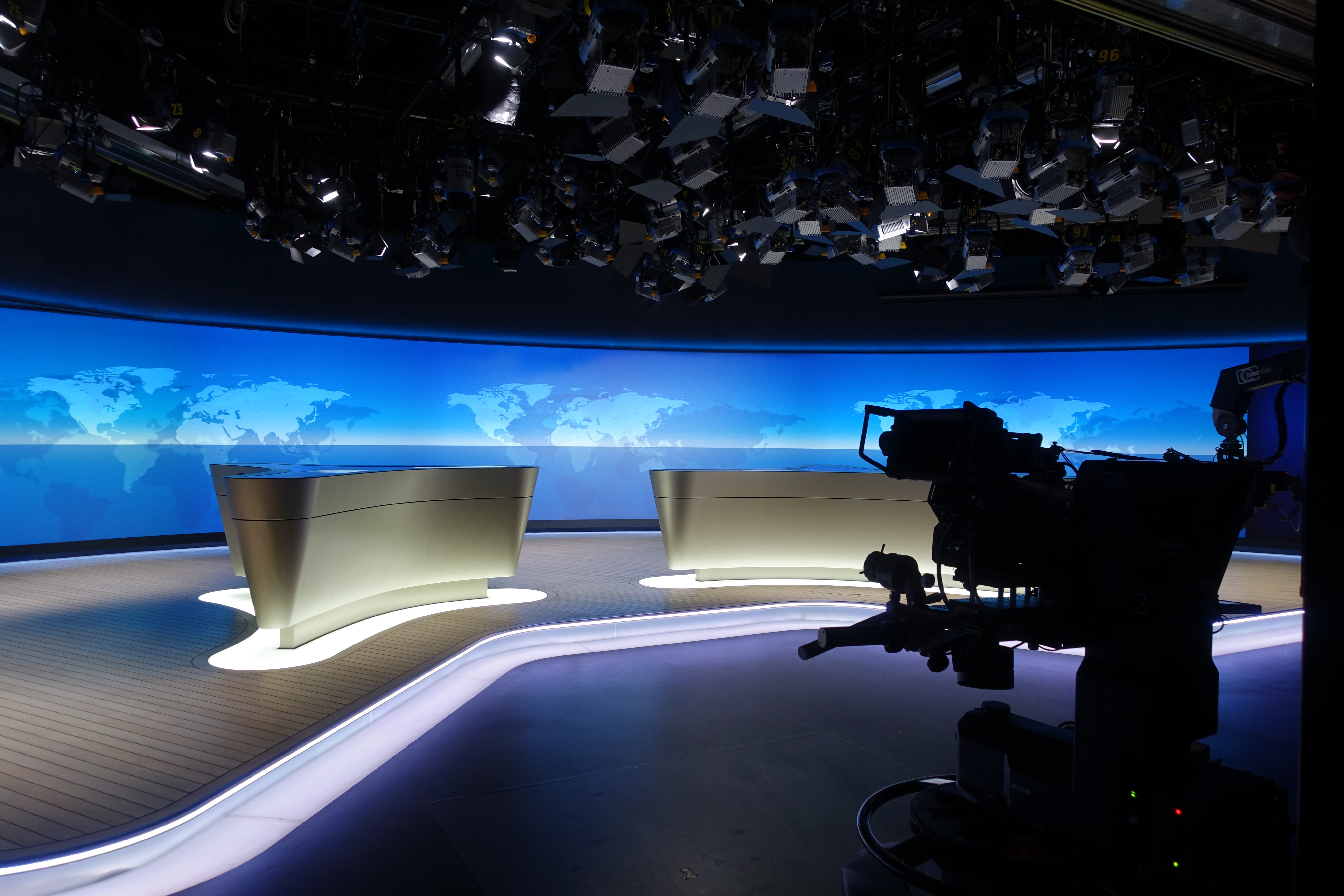
Sendestudio von Tagesthemen und Tagesschau in Hamburg (2023)

Tagesthemen ist das überregionale Nachrichtenjournal der ARD, die von den deutschen Fernsehsendern Das Erste und tagesschau24 ausgestrahlt wird. Es unterscheidet sich in Machart und Inhalt deutlich von der überregionalen Nachrichtensendung Tagesschau und wird regelmäßig montags bis donnerstags um 22:15 Uhr, freitags um 21:45 Uhr oder ebenfalls um 22:15 Uhr, samstags nach der 20:15-Uhr-Sendung (oftmals eine Show oder ein Spielfilm) und sonntags um 22:45 Uhr ausgestrahlt. Die Sendung ist in der Regel von Montag bis Donnerstag 35 Minuten, freitags 30 Minuten und am Wochenende 20 Minuten lang.
Bei Ereignissen von besonderer Bedeutung werden Extraausgaben der Tagesthemen als Tagesthemen Extra ins Programm eingeschoben, manchmal auch schon vor 20 Uhr.

## Geschichte und Konzept
Seit dem 2. Januar 1978 ersetzen die Tagesthemen die bis dahin übliche Spätausgabe der Tagesschau. Am selben Tag startete das ZDF mit der Sendung heute-journal. Die Tagesthemen wurden zunächst montags bis donnerstags ausgestrahlt. Bis 1999 sendete am Freitag stattdessen der Bericht aus Bonn, der allerdings einen Nachrichtenblock enthielt und zwischenzeitlich einen Tagesthemen-Obertitel („die Tagesthemen mit dem Bericht aus Bonn“) hatte. In den 1980er-Jahren wurden außerdem Ausgaben am Samstag und am Sonntag eingeführt. 1999 wurde aus dem Bericht aus Bonn der Bericht aus Berlin, nun in redaktioneller Verantwortung des ARD-Hauptstadtstudios.
Bis 2003 wurde eine an die Tagesschau-Fanfare angelehnte eigenständige Eröffnungsfanfare eingesetzt, die durch eine neue, bis zum 19. April 2014 genutzte gemeinschaftliche Eröffnungsmelodie für beide Sendungen ersetzt wurde. Seitdem verfügen die Tagesthemen wieder über eine eigenständige Eröffnungsmusik.
Im Gegensatz zur Tagesschau, die nur einen Nachrichtenüberblick geben soll, sollen die Tagesthemen den Zuschauern ergänzende Informationen, übergeordnete Zusammenhänge und Hintergrundinformationen bieten. Die meist vier bis fünf redaktionellen Beiträge gehen inhaltlich und thematisch über das reine Tagesgeschehen hinaus.
Ein Nachrichtenüberblick über die Ereignisse des Tages wird von der Redaktion der Tagesschau übernommen. Bis 2002 kam der Wetterbericht am Ende der Tagesthemen vom Deutschen Wetterdienst, 2002 wechselte man zu Jörg Kachelmanns Firma Meteomedia, später zu Cumulus TV. Seit dem 1. Januar 2020 wird der Wetterbericht vom ARD-Wetterkompetenzzentrum beim Hessischen Rundfunk in Frankfurt am Main produziert.
Bis Ende 2012 wurde der Wetterbericht in einer eigenen kurzen Sendung im Anschluss an die Tagesthemen gesendet. Seit 1. Januar 2013 ist der Wetterbericht wieder Bestandteil der Sendung.
Der Marktanteil der Tagesthemen ist mit der Ausweitung der Medienlandschaft in Deutschland inzwischen gesunken, lag lange Zeit jedoch bei etwa 10 Prozent – somit bei ca. 2,0 Mio. Zuschauern pro Sendung. Die Tagesthemen zählen zu den großen meinungsbildenden journalistischen Formaten in Deutschland.
Durch zahlreiche Faktoren – die Verschiebung der Sendung in den späten Abend, der inzwischen eingetretene Wechsel von Moderatoren und die Verschärfung der Konkurrenzlage – gerieten die Tagesthemen 2007 in eine Quotenkrise. Der Marktanteil lag damals teilweise unter 10 Prozent.

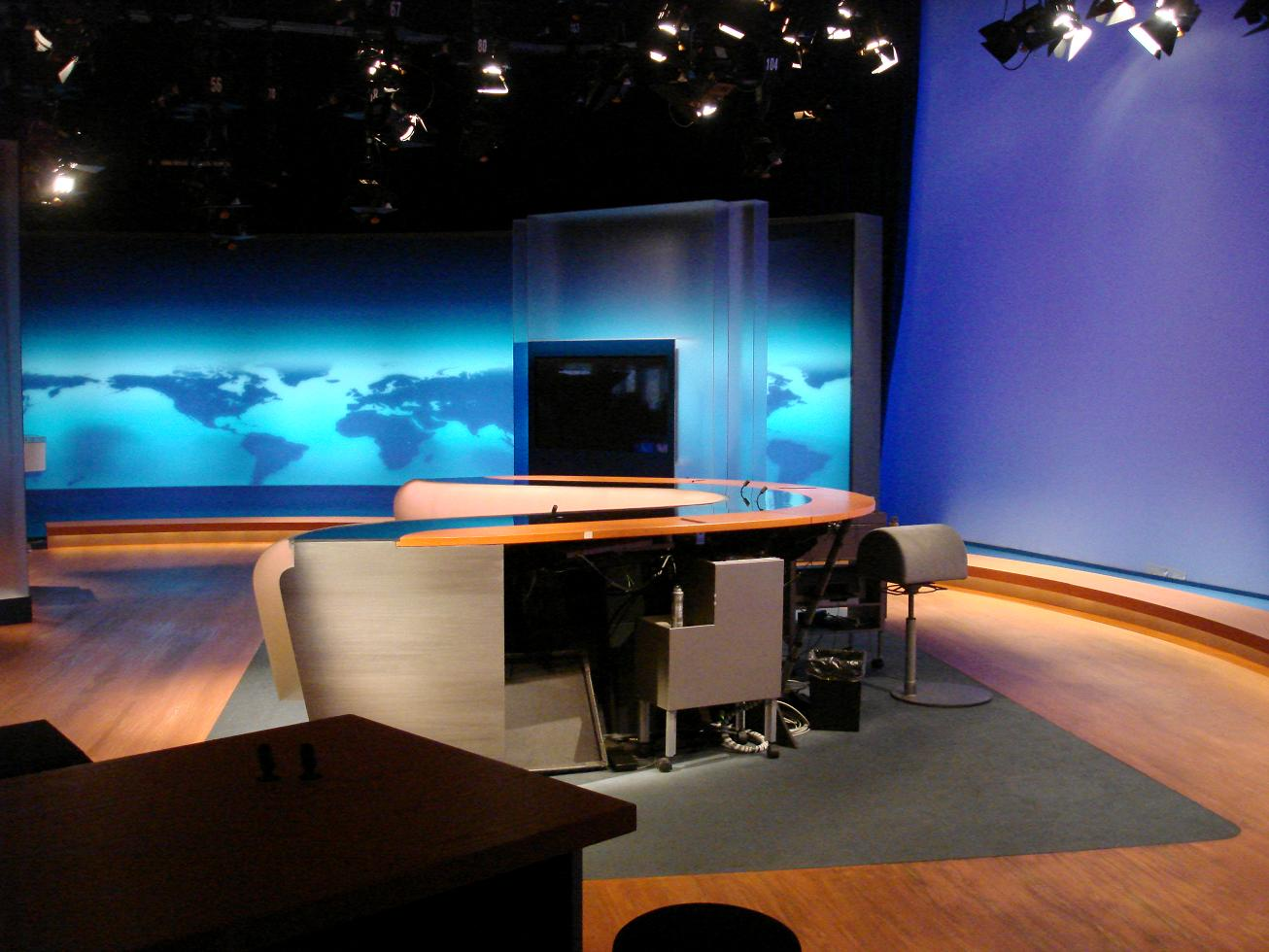
Altes Sendestudio der Tagesthemen im ARD-Studio 1 in Hamburg-Lokstedt bis Oktober 2008

Nach dem Moderatorenwechsel im Jahr 2007 und der neu ab 2008 eingesetzten Realdeko nahmen die Zuschauerquoten wieder zu. Im Jahr 2011 lag der Marktanteil wieder relativ stabil bei 10 Prozent, allerdings musste man sich mit diesen Zahlen immer noch dem Konkurrenzprogramm im ZDF, dem heute-journal unter Führung von Claus Kleber, deutlich geschlagen geben.
Auch im Jahr 2012 setzten sich die Zahlen vom Vorjahr fort, allerdings konnte man die Quoten leicht erhöhen und somit die meisten Zuschauer seit 18 Jahren erreichen. Dies habe laut NDR mehrere Gründe, nicht zuletzt aber deswegen, weil man seit September 2011 im Rahmen der Programmreform des Ersten Deutschen Fernsehens nun von Montag bis Donnerstag zuverlässig (mit Ausnahmen bei Fußballspielen oder ähnlichem) um 22:15 Uhr sendete. Freitags wurde die Sendezeit von 30 Minuten auf 15 Minuten verkürzt, dafür sendete man schon ab 21:45 Uhr, was noch vor dem Beginn des heute-journals im ZDF ist. Samstags gibt es weiterhin keine festgelegte Anfangszeit. Ab November 2003 wurde die Sendezeit von 20 auf 15 Minuten verkürzt und wird seither am Sonntag um 22:45 Uhr nach der Talkshow Anne Will bzw. zuvor Sabine Christiansen ausgestrahlt. Diese Anfangszeiten werden noch heute eingehalten.
Im Juni 2013 wurde Tom Buhrow als Nachfolger von Monika Piel, die ihr Amt krankheitsbedingt aufgeben musste, zum Intendanten des Westdeutschen Rundfunks gewählt, folglich beendete er seine Moderationskarriere bei den Tagesthemen. Sein Amt übernahm zum 5. August 2013 Thomas Roth, der bis dahin Leiter des ARD-Studios in New York City war. Anfang Oktober 2016 wurde Ingo Zamperoni Roths Nachfolger.
Die Sendung wird von einem Team aus zwölf Redakteuren produziert, die rotierend alle zwei Wochen je sieben Tage zu 14 Stunden arbeiten. Das Durchschnittsalter der Zuschauer beträgt 59 Jahre (Stand: 2013). Die Kosten für eine Ausgabe liegen bei rund 55.000 Euro.
Am Karsamstag, dem 19. April 2014, nahm ein neues Nachrichtenstudio seinen Sendebetrieb auf. Es wurde eine 18 Meter breite, halbrunde Medienwand installiert, die von sieben rückseitigen Beamern mit 3-D-Grafiken, Panoramabildern, Fotos und Videos bespielt wird. Ein Grafiksystem korrigiert Verzerrungen in Echtzeit. Zwei separate Tische geben den Moderatoren mehr Bewegungsfreiheit. Dank der Medienwand lassen sich Sachverhalte in Form animierter Grafiken darstellen, stärker als bisher wird auf Fotojournalismus gesetzt, ohne das journalistische Konzept der Sendung zu ändern. Die Produktion der Tagesthemen erfolgt zudem nun in HD mit neuer Eröffnungsfanfare.
Seit dem 29. Mai 2020 senden die Tagesthemen unter der Rubrik „tagesthemen mittendrin“ Reportagen der einzelnen Rundfunkanstalten aus den Bundesländern, zunächst nur freitags, inzwischen öfter.
Seit dem 1. September 2020 ist die Sendezeit an vier Wochentagen um fünf Minuten verlängert. Der bisherige Tagesthemen-Kommentar heißt seitdem „Meinung“, um zu verdeutlichen, dass er die Sichtweise des Redakteurs und nicht der gesamten Redaktion wiedergibt.
Am 23. Oktober 2020 traten Die Ärzte als erster Musik-Gast überhaupt in den Tagesthemen auf und spielten eine Version der Tagesthemen-Melodie live und moderierten das „Ärzte Deutsche Fernsehen“ mit den Tagesthemen und Ingo Zamperoni an. Später folgte im Rahmen der Berichterstattung zur prekären wirtschaftlichen Lage der Veranstaltungsbranche, ausgelöst durch die COVID-19-Pandemie, ein Gespräch mit dem Moderator, in dem sie für die wirtschaftliche Unterstützung ihrer Branche plädierten.
2021 wechselte Pinar Atalay zu RTL. Ihre Nachfolgerin wurde Aline Abboud. Sie moderierte die Nachrichtensendung von September 2021 bis Januar 2024.
Am 20. September 2022 hatte der langjährige Sprecher Ulrich Wickert erneut einen Auftritt in den Tagesthemen, um Caren Miosga zu ihrem Erfolg als nun dienstälteste Sprecherin der Sendung zu gratulieren. Miosga moderierte die Sendung am 5. Oktober 2023 zum letzten Mal, um von Anne Will die Leitung der politischen Talkshow der ARD am Sonntagabend übernehmen zu können. Miosgas Nachfolgerin als reguläre Tagesthemen-Moderatorin ist Jessy Wellmer.

### Von außerhalb des Studios präsentierte Ausgaben
Die Tagesthemen senden regulär aus einem Studio von ARD-aktuell in Hamburg. Zu einzelnen Anlässen wurde die Sendung von anderen Orten aus präsentiert (Auswahl):
- 4. und 5. November 2008 aus Washington D.C. (Anlass: US-Präsidentschaftswahlen)
- 22. und 23. Mai 2009 aus Berlin (Anlass: 60. Jahrestag des Inkrafttretens des Grundgesetzes)[19]
- 26., 27. und 28. September 2009 aus Berlin (Anlass: Bundestagswahl)
- 6. und 7. November 2012 aus Washington D.C. (Anlass: US-Präsidentschaftswahlen)
- 8. und 9. November 2016 aus Washington D.C. (Anlass: US-Präsidentschaftswahlen)
- 6. November 2019 aus Zicherie-Böckwitz (Anlass: 30. Jahrestag des Mauerfalls)
- 4. November 2020 aus Washington D.C. (Anlass: US-Präsidentschaftswahlen)
- 26. und 27. September 2021 aus Berlin (Anlass: Bundestagswahl)
- 24. August 2022 aus Kiew (Anlass: 6 Monate nach Beginn des russischen Angriffs gegen die Ukraine)[20]
- 14. April 2023 vom Gelände des Kernkraftwerks Isar 2 (Anlass: Abschaltung des letzten Kernkraftwerks in Deutschland)[21]
- 8. Mai 2023 aus Istanbul (Anlass: Präsidentschafts- und Parlamentswahl in der Türkei)
- 9. November 2023 aus Bitterfeld-Wolfen (Anlass: Jahrestag des Mauerfalls)
- 6. und 7. Oktober 2024 aus Tel Aviv (Anlass: Jahrestag des Überfalls der Hamas auf Israel)
- 5. November 2024 aus Washington D.C. (Anlass: US-Präsidentschaftswahlen)
- 23. und 24. Februar 2025 aus Berlin (Anlass: Bundestagswahl)

## Moderatoren
Bis zum 1. Oktober 1985 wurden die Tagesthemen von wechselnden Moderatoren vorgestellt. Seitdem gibt es zwei Moderatoren, seit 2013 einen dritten. Sie wechseln sich wochenweise mit der Präsentation ab.
Die Texte schreiben die Moderatoren selbst und lesen sie nicht ausschließlich von Papier, sondern auch von einem Teleprompter ab, um der Moderation einen lockereren und persönlicheren Stil zu geben als bei der von Sprechern präsentierten Tagesschau.
Neben dem Moderator ist noch ein Nachrichtensprecher im Studio, der den kompakten Nachrichtenblock verliest, und vor allem am Wochenende ein weiterer Moderator, der den Sportblock präsentiert.

### Reguläre Moderatoren bis 1985
| Moderator              | Einstieg | Ausstieg |
| Klaus Stephan          | 1978     | 1978     |
| Wolf von Lojewski      | 1978     | 1979     |
| Alexander von Bentheim | 1978     | 1980     |
| Ernst Dieter Lueg      | 1978     | 1985     |
| Barbara Dickmann       | 1979     | 1983     |
| Gisela Mahlmann        | 1980     | 1981     |
| Klaus Bednarz          | 1982     | 1983     |
| Gerhard Fuchs          | 1982     | 1985     |
| Klaus-Peter Siegloch   | 1982     | 1985     |
| Rüdiger Hoffmann       | 1982     | 1985     |
| Otto Deppe             | 1982     | 1983     |
| Elke Herrmann          | 1984     | 1985     |
| Hannelore Gadatsch     | 1984     | 1985     |

### Moderatoren seit 1985
| Moderator                | Einstieg          | Ausstieg        |
| Ulrike Wolf              | 1. Oktober 1985   | 23. Juli 1987   |
| Hanns Joachim Friedrichs | 14. Oktober 1985  | 27. Juni 1991   |
| Sabine Christiansen      | 4. August 1987    | September 1997  |
| Ulrich Wickert           | 29. Juni 1991     | 31. August 2006 |
| Gabi Bauer               | 6. September 1997 | 5. April 2001   |
| Anne Will                | 14. April 2001    | 24. Juni 2007   |
| Tom Buhrow               | 1. September 2006 | 16. Juni 2013   |
| Caren Miosga             | 16. Juli 2007     | 5. Oktober 2023 |
| Ingo Zamperoni           | 6. Januar 2013    | 12. Januar 2014 |
| Ingo Zamperoni           | 24. Oktober 2016  | aktiv           |
| Thomas Roth              | 5. August 2013    | 2. Oktober 2016 |
| Pinar Atalay             | 7. März 2014      | 9. Mai 2021     |
| Aline Abboud             | 4. September 2021 | 8. Januar 2024  |
| Jessy Wellmer            | 30. Oktober 2023  | aktiv           |

### Vertretungen
| Ulrich Deppendorf  | Urlaubsvertretungen 1993–1999              | |
| Susanne Holst      | Urlaubsvertretungen 2004–2012              | außerdem regelmäßige Moderatorin von März bis September 2010 als Schwangerschaftsvertretung von Caren Miosga |
| Gerhard Delling    | Urlaubsvertretung 2005                     | |
| Ingo Zamperoni     | Urlaubsvertretungen 2012–2013              | regulärer Moderator 2013–2014 und seit 2016                                                                  |
| Susanne Stichler   | Vertretung 2017 und Sommer 2021 sowie 2024 | |
| Marcus Bornheim    | Krankheitsvertretung 2018–2019             | |
| Helge Fuhst        | Vertretung seit 2020                       | als Zweiter Chefredakteur von ARD-aktuell gleichzeitig redaktioneller Leiter der Sendung                     |
| Julia-Niharika Sen | Gelegenheitsvertretung seit Juli 2021      | außerdem regelmäßige Moderatorin ab Januar 2024 als Schwangerschaftsvertretung von Aline Abboud              |

### Moderatoren des Sportblocks
- Julia Büchler
- Okka Gundel
- Patrick Halatsch
- Andreas Käckell

## Medienkritik

### Berichterstattung und Kommentierung in den Jahren 1999–2009
Eine Studie der Otto Brenner Stiftung von Hans-Jürgen Arlt und Wolfgang Storz von März 2010 zum Thema Wirtschaftsjournalismus in der Krise – Zum massenmedialen Umgang mit Finanzmarktpolitik betrachtete unter anderem die Arbeitsweise der ARD von Frühjahr 1999 bis Herbst 2009. Untersucht wurden besonders die ARD-Formate Tagesschau und Tagesthemen. Die Studie kommt zu dem Schluss, dass sie – im Gegensatz zu den Print-Leitmedien – nicht nur handwerklich wie in den Jahren zuvor, sondern auch vor den inhaltlichen Herausforderungen der Berichterstattung über die Krise selbst versagt hätten. Die Redaktion arbeite „perspektiven-arm“, im Mittelpunkt stünden die jeweils offiziell wichtigsten Akteure: Vertreter der deutschen Regierung zuallererst, Bankenvertreter, wenige Wissenschaftler und deren Sichtweisen. „Hier handelt es sich um eine Perspektivenverengung mit enormen Wirklichkeitsverlusten, die als schwere journalistische Verfehlung einzustufen ist.“

### Sprache und mediales Niveau
Ulrich Wickert kritisierte 2009 in der FAZ, in Nachrichtensendungen werde „bruchstückhaft informiert und schlampig formuliert, die Unterhaltung scheint das Wichtigste zu sein“. Auch in den Tagesthemen stellte er eine sprachliche Verlotterung fest, die Autoren beherrschten „zum großen Teil nicht einmal mehr den korrekten Satzbau“. Die „Floskelsprache der Politik“ und das „Kurzsprech der Nachrichtenagenturen“ würden übernommen. Aufgrund der inhaltlichen Mängel kommt er zu dem Schluss: „Den Machern scheint das Bewusstsein für ihren öffentlich-rechtlichen Auftrag, für eine Grundversorgung politischer Information zu sorgen, abhanden gekommen zu sein.“ Angesichts der Wahlberichterstattung urteilte er: „Es fehlt offenbar an einem Verständnis für die politische Grundversorgung.“ Es fehle aber nicht nur an einem Sinn für die Verbreitung wichtiger, aktueller politischer Inhalte, sondern erst recht an der Einordnung.

### Vorwurf administrativer Dominanz zum Schaden der Qualität
Der Hanns-Joachim-Friedrichs-Preisträger Christoph Maria Fröhder, der seit 1965 für die ARD tätig war, kritisierte bei seinem „symbolischen Abschied“ im Februar 2015 Tagesschau und Tagesthemen aufgrund eines unzureichenden journalistischen Umfelds, da „Strukturagenten“ in der Administration guten Journalismus „ersticken“ würden. „Es geht da meistens nicht um Journalismus oder Qualität, es geht bloß um Macht.“ Qualitätsmängel seien die Folge. So werde etwa fremdes Bildmaterial nicht kritisch genug geprüft, es bestehe die Gefahr der Instrumentalisierung. Neben sprachlicher „Verlotterung“ wies Fröhder darauf hin, dass „scheinbar relevante Fakten hintereinandergefügt“ würden, „anstatt sie zu hinterfragen“.

### Berichterstattung im Kriminalfall Maria L.
Die fehlende Berichterstattung über den Ermittlungserfolg im Fall der in Freiburg vergewaltigten und ermordeten Medizinstudentin Maria L. wurde seitens zahlreicher Medien kritisiert. Die Redaktion der Tagesschau rechtfertigte sich später öffentlich dafür, am 3. Dezember 2016 nicht in der 20-Uhr-Hauptausgabe über den Fall berichtet zu haben, weil es sich um einen Fall von lediglich „regionaler Bedeutung“ handele. Auch in den Tagesthemen wurde darüber vorerst nicht berichtet. Die 19-Uhr-Hauptausgabe der heute-Nachrichten im ZDF griff die Meldung hingegen auf. Dies erzeugte seinerseits eine erneute breite Medienberichterstattung, in deren Verlauf der Stern davon sprach, die Verantwortlichen bei der ARD hätten „eine hanebüchene Erklärung für ihre Ignoranz“ geliefert. Zwei Tage später berichtete die ARD in den Tagesthemen doch an prominenter Stelle und befragte zudem Bundeskanzlerin Angela Merkel zu dem Fall.

### Berichterstattung zu den Krawallen in der Silvesternacht 2022/23
In der Tagesthemen-Sendung vom 2. Januar 2023 wurde in einem Beitrag zu den Silvesterkrawallen 2022/23 ein Interview mit dem Feuerwehrmann Baris Coban ausgestrahlt. Coban war während der Krawalle am Tatort im Einsatz. Ein Teil dieses Interviews wurde in den Tagesthemen nicht gezeigt. In diesem Teil weist Corban darauf hin, dass die von ihm wahrgenommenen Täter größtenteils einen Migrationshintergrund aufwiesen. Er selbst habe Migrationshintergrund, müsse dies aber trotzdem benennen. Den Tagesthemen wurde insofern von verschiedenen Seiten eine Manipulation aus politischer Motivation vorgeworfen.

## Auszeichnung
2017 wurden die Tagesthemen gemeinsam mit dem heute journal sowie RTL aktuell mit dem Preis Goldene Kamera in der Kategorie Beste Information ausgezeichnet. Stellvertretend für das Produktionsteam nahm Moderatorin Caren Miosga die Auszeichnung entgegen. Zu diesem Anlass wurde Miosga von Susanne Stichler vertreten.

## Trivia
- In der ersten Sendung protestierte Nachrichtensprecher Karl-Heinz Köpcke durch demonstratives Rascheln mit Papier und durch Räuspern gegen die Hervorstellung des Moderators der Sendung und gegen das In-den-Hintergrund-Drängen des Nachrichtensprechers.
- Seit 2004 stehen die Moderatoren an einem Pult, statt auf einem Stuhl zu sitzen. Initiatorin war Anne Will, die angab, im Stehen besser atmen und sprechen zu können.[39]
- Am 12. August 2014 ehrte Caren Miosga den am Vortag verstorbenen Hollywood-Schauspieler Robin Williams, indem sie zwischenzeitlich die Sendung stehend auf dem Nachrichtenpult moderierte. Mit dieser Geste spielte sie auf Der Club der toten Dichter an, einen der bekanntesten Filme Williams’, in dessen Schlussszene sich Schüler auf ihre Schreibtische stellen, um ihrem Lehrer Respekt zu zollen.
- Am 3. November 2016 musste Jan Hofer nach dem ersten Nachrichtenblock die Sendung aus gesundheitlichen Gründen abbrechen und Caren Miosga übernahm seinen zweiten Nachrichtenblock.[40]
- Im Jahr 2018 wurde Ingo Zamperoni in einer vorausgegangenen Aufzeichnung eines Interviews für die Tagesthemen von Guido Cantz, Katarina Witt und Linda Zervakis im Rahmen der Sendung Verstehen Sie Spaß? reingelegt.[41]
- Die Jubiläumssendung am 2. Januar 2018 zum 40-jährigen Bestehen der Sendung moderierten die aktuellen Moderatoren Caren Miosga und Ingo Zamperoni zusammen mit den ehemaligen Moderatoren Gabi Bauer, Tom Buhrow, Sabine Christiansen, Thomas Roth, Ulrich Wickert und Anne Will. Den Nachrichtenblock verlas Susanne Daubner.
- Die Dauer von Beiträgen beträgt im Allgemeinen rund 2:30 Minuten.
- „Das Ärzte Deutsche Fernsehen mit den Tagesthemen“ wurde am 23. Oktober 2020 unangekündigt durch Die Ärzte eröffnet, die die Eröffnungsmusik interpretierten und Ingo Zamperoni ankündigten. Später in der Sendung folgte ein zuvor aufgezeichnetes und gekürztes Interview mit der Band zu den Auswirkungen der Coronakrise auf Musiker.[42] Am 22. Oktober 2021 folgte ein ähnlicher Auftritt von Clueso.[43]
- Am 5. März 2021 eröffnete Pinar Atalay anlässlich des 50. Jubiläums der Sendung mit der Maus die Sendung mit einer Animation der Maus neben dem Nachrichtenpult. Dabei sprach sie – in Anlehnung an das Maus-Intro – die Vorstellung in türkischer Sprache. Der Maus-Moderator Armin Maiwald sprach dabei das Intro dieser Ausgabe.[44]
- Am 6. Januar 2023 waren Ernie und Bert anlässlich des 50-jährigen Jubiläums der Sesamstraße mit Caren Miosga im Studio.[45] Grobi trat am Rande als Reinigungskraft auf, als Hommage an den Herrn, der am 17. Februar 2000 im Hintergrund der Tagesschau aufräumte.[46][47]